# Botulinumtoxin
Botulinumtoxin (eller botulinustoxin) (BLT) är ett kraftfullt toxin av typen nervgift. Det produceras av bakterien Clostridium botulinum och orsakar botulism. Under bland annat varumärket Botox används det även medicinskt i samband med icke-kirurgiska skönhetsingrepp.

## Giftighet och typ
BLT räknas som ett av de mest potenta toxiner som överhuvudtaget existerar, där dödlig dos uppgår till endast 1 ng/kg intravenöst och 3 ng/kg vid inandning. Detta innebär att det krävs intravenöst 0,00000009 gram eller vid inandning 0,00000027 gram rent toxin för att döda en människa på 90 kg.
Rent toxin uppges vara sex miljoner gånger giftigare än skallerormsgift. Ett kryddmått av detta nervgift räcker för att döda Sveriges samtliga invånare, medan drygt 500 gram av ämnet räcker för att döda hela jordens befolkning. Botulinumbakterien förekommer naturligt i jord och smuts i naturen. Botulinumförgiftning inträffar främst vid hemmagjord konservering av livsmedel där bakterien tillåts tillväxa under anaeroba förhållanden (syrefri miljö). Vitlök i olja är särskilt riskabelt. Honung kan innehålla sporer av Clostridium botulinum och ska inte ges till barn under ett års ålder.
BLT är ett så kallat AB-toxin, som består av två delar. B-delen ansvarar för att toxinet skall komma in i rätt cell. Det sker genom att den binder specifikt till cellmembranet på det presynaptiska motoriska axonet i kopplingspunkten mellan muskelcell och nervcell. Här transporteras toxinet in i cellen via endocytos, och väl inne i cytosolen börjar A-delen verka. Den hämmar exocytos av vesiklar med neurotransmittorn acetylkolin. Signalöverföringen mellan den efferenta motoriska nerven och muskelcellen är därmed störd, vilket leder till paralys (förlamning). Både den motoriska nerven och muskeln genomgår så småningom atrofi.
Botulinumbakterien Clostridium botulinum är nära besläktad med stelkrampsbakterien Clostridium tetani och tetanustoxinet (eller stelkrampstoxinet), som också är ett AB-toxin, och har en identisk A-del som Botulinumtoxinet. Det är alltså bara B-delen, som tar sig in i rätt värd, som skiljer de två toxinerna åt. Tetanustoxinet drabbar dock inhibitoriska nervändar så att signaler till muskler inte avtar, vilket leder till kramp.

## Användningsområden

### Medicin
Botulinumtoxin används i en mycket försvagad form under namnen Botox, Xeomin, Dysport och Neurobloc för förlamning av till exempel muskler och svettkörtlar, såsom vid icke-kirurgiska skönhetsingrepp (framför allt utslätning av rynkor), behandling vid ymnig svettning, hjärnskaderelaterade spasmer, migrän och även mot skelning. Botox används numera även framgångsrikt vid behandling av analfissur, ett sprickformigt slemhinnesår ytterst i ändtarmsöppningen. I vissa fall har botulinumtoxin använts för att behandla patienter med stelkramp.
Ett annat vanligt medicinskt användningsområde är vid behandling av dystoni, det vill säga olika tillstånd med sjukligt ökad muskeltonus.
Botulinumtoxin används även vid kronisk migrän för att minska dagarna med migrän med viss evidens av effekt. Vid episodisk migrän har det inte gått att bedöma om det leder till färre dagar med migrän.

### Krigföring
Botulinumtoxin räknas även som ett biologiskt vapen. FOI räknar med att 2,6 gram skulle räcka för att döda hela Sveriges befolkning.